# Rhabdomastix spatulifera
Rhabdomastix spatulifera là một loài ruồi trong họ Limoniidae. Chúng phân bố ở miền Cổ bắc.